# Achille d'Arfeuillères
Achille d'Arfeuillères est un homme politique français né le 9 mai 1819 à Millevaches (Corrèze) et mort le 30 mars 1880 à Peyrelevade (Corrèze).

## Biographie
Propriétaire terrien, il est maire de Peyrelevade et conseiller général du canton de Sornac. 
Député de la Corrèze de 1871 à 1876, siégeant à droite, il est inscrit à la réunion des Réservoirs et à la réunion Colbert.[réf. nécessaire]

## Sources
- Ressource relative à la recherche :   - La France savante
- Ressource relative à la vie publique :   - Base Sycomore
- « Achille d'Arfeuillères », dans Adolphe Robert et Gaston Cougny, Dictionnaire des parlementaires français, Edgar Bourloton, 1889-1891 [détail de l’édition]